# Pristaulacus intermedius
Pristaulacus intermedius är en stekelart som beskrevs av Tohru Uchida 1932. Pristaulacus intermedius ingår i släktet Pristaulacus och familjen vedlarvsteklar. Inga underarter finns listade i Catalogue of Life.